# Urs Joseph Flury
Urs Joseph Flury (* 25. August 1941 in Bern) ist ein Schweizer Komponist.

## Leben
Urs Joseph Flury ist der Sohn des Solothurner Musiklehrers und spätromantischen Komponisten Richard Flury und seiner zweiten Ehefrau Rita Gosteli. Er bekam in seinem Elternhaus die ersten musikalischen Eindrücke.
Nach der Maturität absolvierte er das Violindiplom bei Walter Kägi am Konservatorium in Biel. Von 1961 bis 1967 war er Primgeiger des Flury-Quartetts, dem seine Mutter als zweite Geigerin, sein Vater als Bratschist und Jost Meier als Cellist angehörten. An den Universitäten Bern und Basel betrieb er Studien in Philosophie, Kunstgeschichte und Musikwissenschaft. Von 1965 bis 1968 besuchte er die Meisterklasse von Hansheinz Schneeberger in Basel und war Mitglied des Basler Kammerorchesters.
Nach Abschluss des Violindiploms war Flury während einiger Jahre Violinlehrer an den Stadtschulen Solothurn sowie Theorielehrer am Konservatorium Biel. 1968 wurde er als Violinlehrer an die Kantonsschule Solothurn gewählt. Von 1971 bis 2021 leitete er das Solothurner Kammerorchester, von 1970 bis 2016 das Orchestre du Foyer in Moutier.

## Musik
Flurys kompositorisches Schaffen steht in neuromantisch-impressionistischer Tradition, bewegt sich aber in einer eigenen Tonsprache. Es umfasst neben Kammermusik- und Orchesterwerken auch Instrumentalkonzerte, Lieder und Chorwerke. Daneben bemüht sich Flury intensiv um die Bearbeitung und Rekonstruktion wenig bekannter Kostbarkeiten und Raritäten aus vergangener Zeit. So hat er Kompositionen des Philosophen Jean-Jacques Rousseau, des polnischen Freiheitshelden Andrzej Tadeusz Bonawentura Kościuszko, des Clowns und Musikers Adrien Wettach (Grock), des österreichischen Dramatikers Arthur Schnitzler und vieler anderer zur Aufführung gebracht.
Flurys Vorlass wird seit 2007 in der Zentralbibliothek Solothurn aufbewahrt und laufend ergänzt.

## Werk (Auswahl)
Kammermusik
- Sonate für Violine solo
- Fantasie für Violine solo
- Variationen über «Es ist ein Ros’ entsprungen» für Violine solo
- 2 Suiten für Violine und Klavier
- Variationen für Klaviertrio
- Sonate und Variationen für Violine und Orgel
- Suite und Variationen für Violine und Viola
- Oboenquartett
- Bläserquintett

Orchesterwerke
- 3 Suiten
- Concerto di carnevale
- Die kleine Meerjungfrau (musikalisches Märchen nach H. C. Andersen)
- Fantasien über Weihnachtslieder für Orgel und Orchester
- Vineta (sinfonische Dichtung)

Instrumentalkonzerte
- Violinkonzert in D
- Concertino veneziano für Violine und Orchester
- Romanze für Violine und Orchester
- Cellokonzert
- Romantisches Klavierkonzert in a-Moll

Vokalwerke
- Lieder (auf Texte von Olga Brand, U. Tesche u. a.)
- Soledurner Wiehnechtsoratorium
- Hirten sind und Engel nah (Weihnachtskantate auf Gedichte von Olga Brand)
- 3 Messen
- Salve Regina

## Auszeichnungen
Urs Joseph Flury erhielt 1993 den Musikpreis des Kantons Solothurn und 2016 den Kunstpreis des Kantons Solothurn.